# Procès homosexuels de Francfort

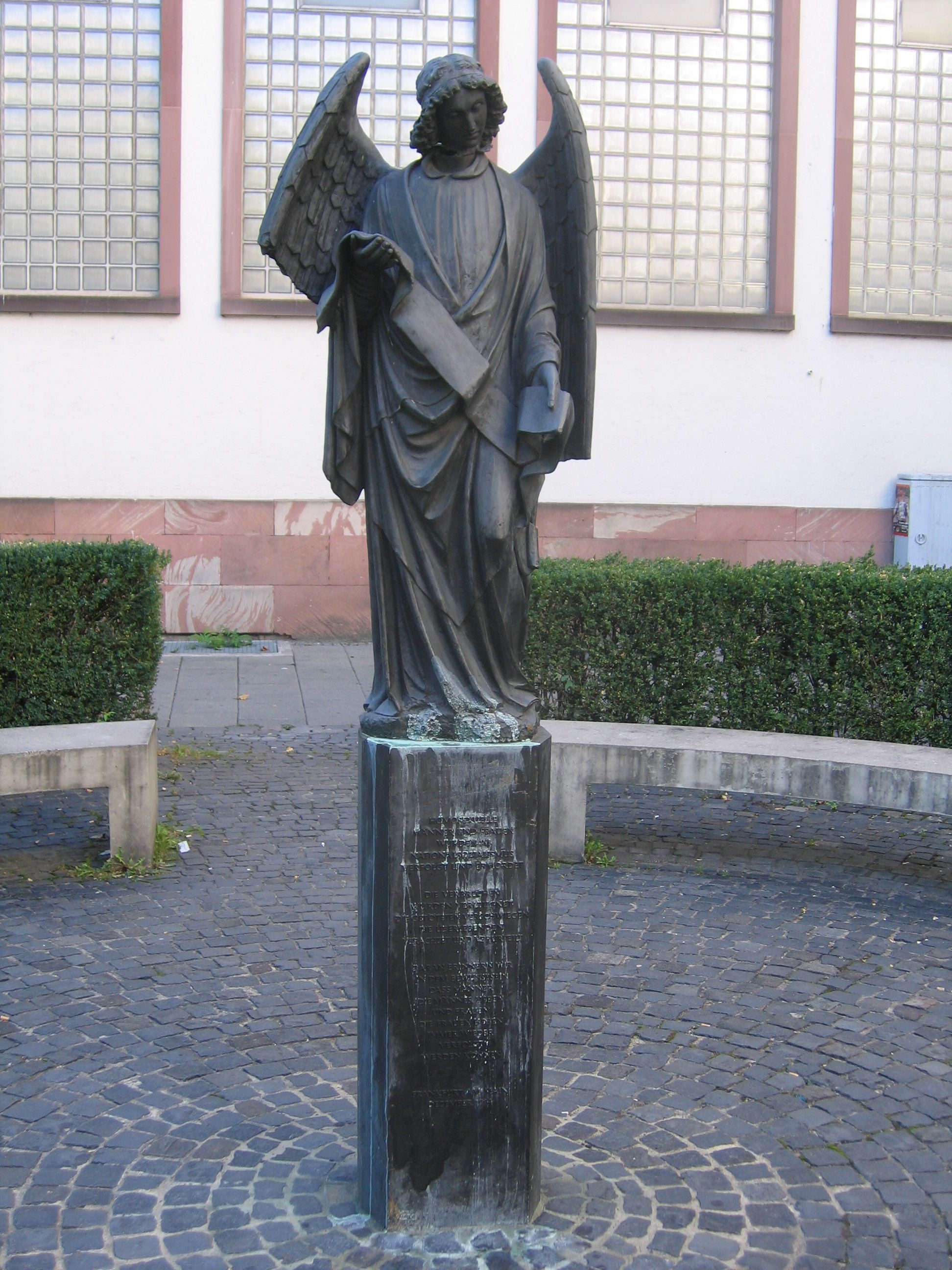
L'Ange de Francfort érigé en 1994 en mémoire des victimes des procès.

Les procès homosexuels de Francfort sont une série de procès criminels en 1950-1951, au cours desquels une vague de persécution contre les homosexuels culmine à Francfort-sur-le-Main. Ils marquent la fin de la retenue du pouvoir judiciaire à poursuivre de tels crimes au titre du paragraphe 175 après la fin de la Seconde Guerre mondiale.

## Position de départ

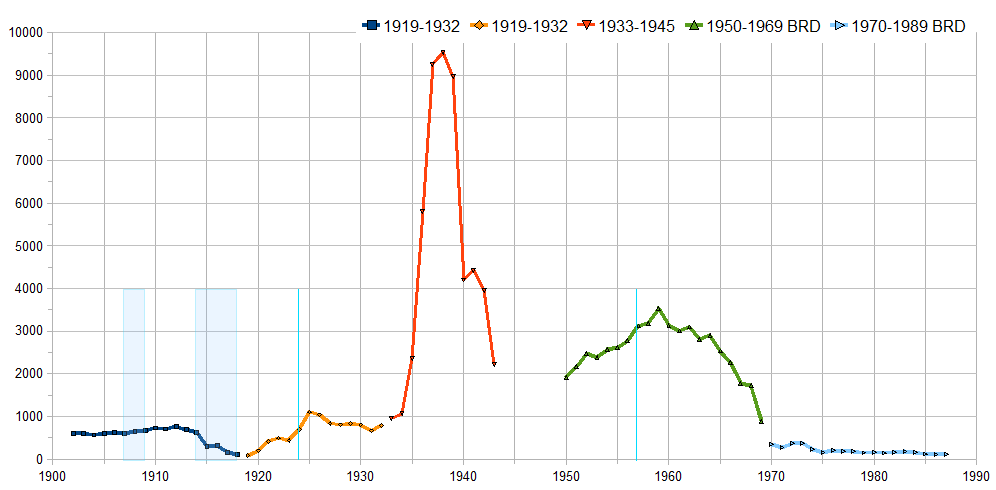
Nombre de condamnations au titre du paragraphe §175.

### La scène gay à Francfort

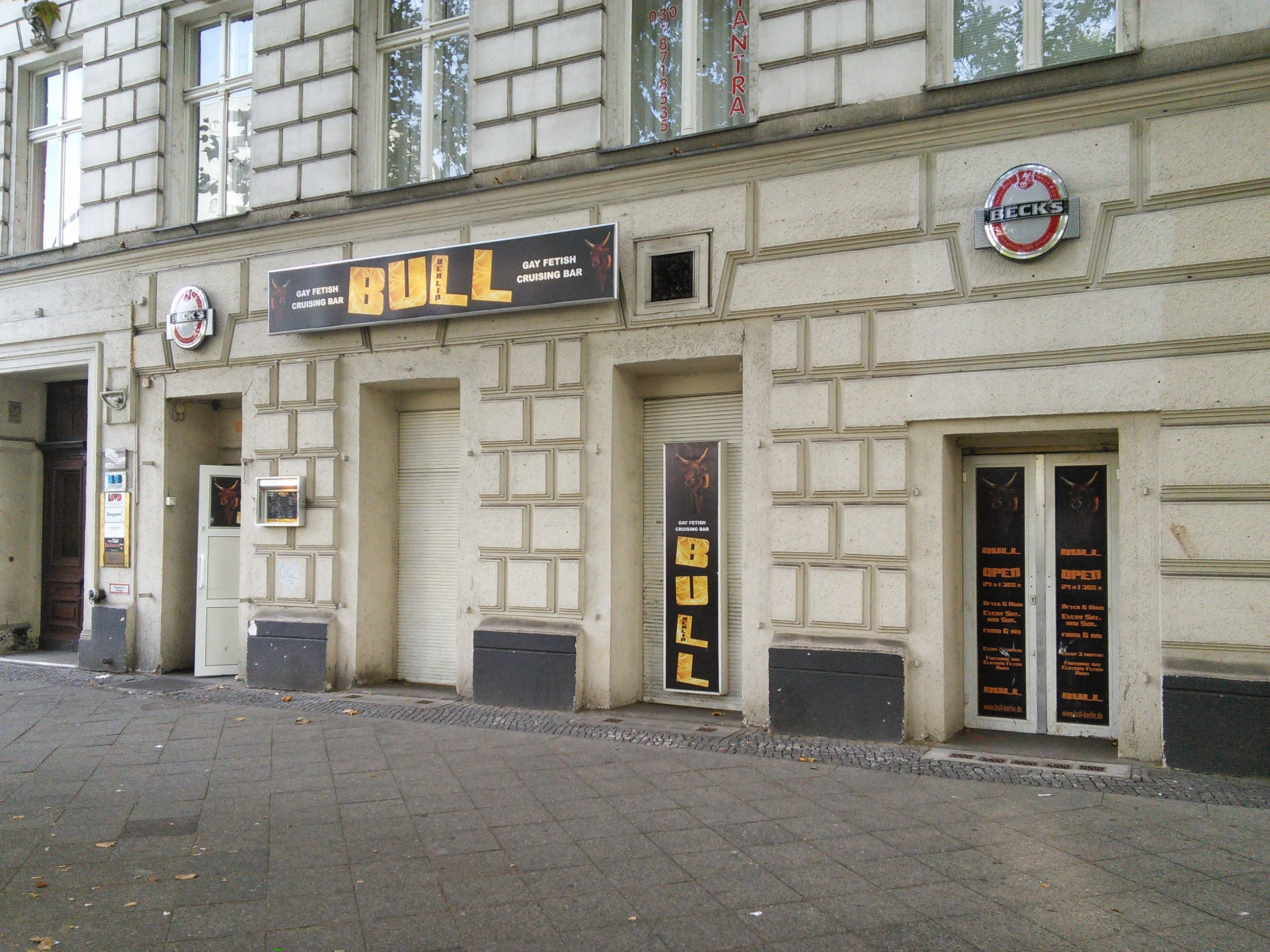
Le BullsBerlin situé à l'emplacement où se trouvait le Kleist Casino.

Avec la prise du pouvoir par les nazis, une persécution massive débute envers les homosexuels qui fait complètement disparaître une communauté gay visible à Francfort. Elle se reforme après la fin de la Seconde Guerre mondiale. Les points de rencontre connus des homosexuels sont alors le casino Kleist à la Freßgass 6 et le Felsenkeller à Luginsland 1. Le Felsenkeller avait une licence qui permettait aux hommes de danser ensemble. La première association homosexuelle, la Verein für humanitäre Lebensgestaltung (VhL), avait son siège au Felsenkeller. Un lieu de prostitution gay est créé dans le Taunusanlage, où 80 à 100 travailleurs du sexe offrent leurs services, malgré la pénalisation de ces activités. La police, qui connaissait ces lieux de rencontre et la scène gay, la tolère initialement dans une large mesure. Cela conduit l'opinion publique à supposer que les dispositions pénales liées n'étaient plus en vigueur.

### Situation juridique
Le paragraphe 175 (§ 175) applicable dans les années 1950 date de 1935. À cette époque, les nazis durcissent l'arsenal juridique du code pénal allemand, l'infraction pénale s'étendant désormais à tous les actes « obscènes », et même dans des cas extrêmes aux contacts visuels entre hommes. Le paragraphe 175a, ajouté en 1935, est également toujours en vigueur en 1950, et prévoit une peine de prison pouvant aller jusqu'à 10 ans pour les « cas aggravés ».
Après la guerre, le Conseil de contrôle allié annule un certain nombre de lois et de modifications législatives prises durant l'ère national-socialiste. Les règlements des § 175 et 175a restent cependant en vigueur et sont incorporés dans le Code pénal fédéral allemand en 1949. Dans une clause générale, le Conseil de contrôle décréta que tous les durcissements du droit pénal mis en œuvre par les nationaux-socialistes doivent être vérifiés au cas par cas pour déterminer s'ils sont conformes aux principes de l'État de droit. Cela s'applique également à l'article 175a du Code pénal.

## Enquêtes
La vague de persécution à Francfort est déclenchée par une affaire impliquant un travailleur du sexe mineur nommé Otto Blankenstein, arrêté le 16 juillet 1950 à Frankfort pour « prostitution homosexuelle ». Une enquête (no 1218) est alors ouverte. Le procureur de la République, le Dr Fritz Thiede, prend la direction des investigations policières, avec une grande détermination. Lors des interrogatoires, Blankenstein fait état de 70 prétendants avec lesquels il affirme avoir eu 200 contacts sexuels. Il soutient l'enquête dans un rôle de témoin à charge pour l'État, ce qui est inconcevable dans le cadre des procédures pénales allemandes à l'époque. Il devient une source d'information si importante pour la police et les procureurs qu'il est placé en détention spéciale au lieu d'être envoyé en maison d'arrêt. Durant toutes les procédures, il est soit incarcéré à la prison de la police soit à la maison d'arrêt de Preungesheim. On omit de le présenter au juge d'instruction, comme c'était habituellement la procédure. Il est parfois interrogé tous les jours. Le procureur Thiede déménage temporairement son bureau pour s'installer dans ce qui est alors le siège de la police. Le parquet justifie l'effort considérable pour mener des enquêtes en arguant de la nécessité d'assurer la protection des mineurs et plus tard de protéger contre les chantages. Ce dernier argument invoquant le risque de chantage est un prétexte, car il n'a jamais été évoqué comme motif d'arrestation.
Les hommes dénoncés par Blankenstein sont convoqués, leurs empreintes digitales enregistrées, voire photographiées. Les photos sont données à d'autres travailleurs du sexe. Cela aboutit à l'ouverture de 173 enquêtes contre 214 personnes, dont une cinquantaine sont arrêtées, parmi lesquelles beaucoup de mineurs, et donne lieu à 42 inculpations. Les enquêtes ouvertes grâce aux déclarations de Blankenstein en entrainent d'autres, de sorte que le procureur Thiede mène en définitive 240 enquêtes contre 280 personnes pour infractions au titre de l'article 175 du code pénal, arrêta 100 personnes et porte 75 chefs d'accusation à la fin de l'année.

## Les procès criminels

### Les procès à l'automne 1950
Le premier procès débute le 23 octobre 1950. Or le 1er octobre 1950, une nouvelle version de la loi constitutionnelle sur les tribunaux est entrée en vigueur, définissant le cadre dans lequel un juge était responsable d'un processus juridique. La nouvelle version de la loi date du 12 septembre 1950 dans le Journal officiel fédéral.
Le juge Kurt Ronimi (né le 16 novembre 1909 à Hanau et mort le 1er février 1958), connu sous le Troisième Reich comme un procureur sévère dans les affaires traitant du § 175 du code pénal allemand (StGB), se base sur la version de la loi précédemment applicable de 1937 et renvoie tous les procès de cette série devant la chambre du tribunal régional de Francfort-sur-le-Main qu'il dirige (il s'agit d'un tribunal d'assesseurs non professionnels).
Selon la situation juridique applicable dès le 1er octobre 1950, cela n'aurait plus du être possible et les procédures auraient dû être attribuées à différentes chambres conformément au plan de répartition des affaires. Cela constituait une violation du principe du « Gesetzlicher Richter (de) » (juge en charge légale) selon l'article 101.1 phrase 2 de la Loi fondamentale. Cet point est soulevé par la presse de l'époque, mais le pouvoir judiciaire n'en tient pas compte.
La presse locale, en particulier la Frankfurter Neue Presse et la Frankfurter Rundschau, couvre abondamment les procès. Les critiques sont initialement bienveillantes envers les autorités chargées de l'application des lois, mais affectent l'opinion publique allemande. La publication d'un sondage mené auprès du lectorat donne lieu à une large approbation de l'article 175 du Code criminel et des condamnations. En raison des preuves clairement établies, les procès se terminent dans presque tous les cas avec des condamnations.

### Retournement de l'opinion publique
Au fur et à mesure que le nombre de procès augmente, l'opinion publique se retourne. Il devient clair que Blankenstein agit comme un témoin à charge pour l'État. Les témoins de l'État n'étaient pas autorisés dans la situation juridique de l'époque et le public réagit de manière critique à cette manipulation. La personnalité de Blankenstein et sa crédibilité en tant que témoin sont également de plus en plus débattues. À la suite de ces discussions, a lieu la première procédure d'appel. Dans un des cas, la défense réussit à imposer une expertise psychologique de Blankenstein dans le cadre de la procédure devant le tribunal régional supérieur de Francfort. Sur ces entrefaites, Blankenstein refusa de témoigner et le processus se termina par un acquittement.
Les procès sont suivis avec attention de tout le pays. La presse, notamment Der Spiegel et la Frankfurter Rundschau, exprime son scepticisme quant aux intentions réelles derrière les procès. Roger Nash Baldwin, l'un des cofondateurs de l'Union américaine pour les libertés civiles, s'étonne que « de telles procédures autour de personnes adultes et irréprochables soient encore possibles au XXe siècle », s'adressant aussi directement au Ministère fédéral de l'Intérieur, qui estime que sa responsabilité n'estt pas engagée.
Ronimi est « promu » au tribunal de district de Hanau (de) au tournant de l'année 1951/1952. Là, il continue à condamner en vertu du § 175 StGB. Son successeur à Francfort, le Dr Brückner s'efforce de dissoudre la juridiction spéciale de la chambre formée par Ronimi, et incite le procureur Thiede à transférer 60 enquêtes à des collègues et à en abandonner 60 autres - ce nombre très élevé rendait le « zèle de Thiede encore plus sinistre ». À Francfort, ces actions mirent fin à la vague de persécutions,,.

### Procès contre Blankenstein
Le procès contre Blankenstein eut lieu le 15 février 1951. Le parquet et le tribunal font leur possible pour prouver qu'un accord de clémence - illégal - n'a pas été conclu avec lui.
Ronimi étant alors complètement hors jeu et Thiede aussi en partie, tout accord qu'ils ont pu conclure avec Blankenstein ne protège plus ce dernier. La procédure pénale est entendue en public - la presse est également présente - ce qui est très inhabituel dans le cadre de procédures relevant de la loi sur le tribunal des mineurs. Blankenstein est condamné à deux ans et demi de détention juvénile, une peine sévère. Sur les sept mois de détention provisoire, seuls quatre lui sont crédités.

## Conséquences et réactions
Les procès pour homosexuels de Francfort à l'époque du chancelier Adenauer ont mis fin à la retenue du pouvoir judiciaire pour poursuivre de tels crimes qui était l'usage depuis la fin de la Seconde Guerre mondiale.
Au total, six personnes poursuivies se suicident : un jeune de 19 ans saute de la Tour Goethe (de), un prothésiste dentaire et son ami s'empoisonnent au gaz de houille. D'autres prennent la fuite en direction de l'étranger. De nombreux accusés se retrouvent exclus de toute vie sociale et professionnelle.
Le psychiatre Reinhard Redhardt (de) examine certains des homosexuels impliqués dans les procès et mène une étude sur eux. La publication de cette étude est accompagnée d'une annexe contenant des notices biographiques individuelles pour certains des sujets examinés.
Les procès inspirent la pièce de théâtre Das Recht auf sich selbst de Rolf Italiaander (de). Elle est jouée en avril 1952 au Kammerspiele de Hambourg - et c'est la première fois que le thème de l'homosexualité est mis en scène en Allemagne après la Seconde Guerre mondiale.
L'ange de Francfort situé près du palais de justice commémore les victimes homosexuelles de ces procès depuis 1994.

### Ouvrages
- Elmar Kraushaar : Elmar Kraushaar: Unzucht vor Gericht. In: Elmar Kraushaar (Hrsg.): Hundert Jahre schwul. Eine Revue. Berlin 1997.  (ISBN 3 87134 307 2), p. 60-69.
- Reinhard Redhardt : Zur gleichgeschlechtlichen männlichen Prostitution, dans: Studien zur Homosexualität = Beiträge zur Sexualforschung 5.1954), pp. 22-72.
- Dieter Schiefelbein :Wiederbeginn der juristischen Verfolgung homosexueller Männer in der Bundesrepublik Deutschland. Die Homosexuellen-Prozesse in Frankfurt am Main 1950/51. Dans : Zeitschrift für Sexualforschung 5/1 (1992), pp. 59-73.
- Daniel Speier : Die Frankfurter Homosexuellenprozesse zu Beginn der Ära Adenauer – eine chronologische Darstellung. Dans : Communications de la Magnus-Hirschfeld-Gesellschaft 61/62 (2018), pp. 47-72.
- Marcus Velke : Verfolgung und Diskriminierung – Männliche Homosexualität. Dans: Kirsten Plötz und Marcus Velke: Aufarbeitung von Verfolgung und Repression lesbischer und schwuler Lebensweisen in Hessen 1945–1985. Bericht im Auftrag des Hessischen Ministeriums für Soziales und Integration zum Projekt „Aufarbeitung der Schicksale der Opfer des ehemaligen § 175 StGB in Hessen im Zeitraum 1945 bis 1985“ (2018), pages 134–265, 275–276, [URL : https://soziales.hessen.de/sites/default/files/media/hsm/forschungsbericht_aufarbeiten_verendung.pdf ].

### Traitement littéraire
- HT Riethausen : Judasengel, Francfort 2016.  (ISBN 978-3-944485-12-6)

### Traitement cinématographique
- (de) « Das Ende des Schweigens - Ein Film über die Frankfurter Homosexuellenprozesse… », sur das-ende-des-schweigens.de via Internet Archive (consulté le 31 décembre 2023)